# Troides dohertyi
Espèce
Statut de conservation UICN

 VU B1+2c : Vulnérable
Statut CITES
Troides dohertyi est une espèce de lépidoptères (papillons) de la famille des Papilionidae.

## Taxinomie
Troides dohertyi a été décrit en 1893 par Robert H. F. Rippon (d) sous le protonyme Ornithoptera dohertyi.
Synonyme :Papilio vordermani Snellen, 1894.
Troides dohertyi a parfois été décrit sous le nom de Troides rhadamantus doherty.
Il a été nommé en l'honneur de l'entomologiste William Doherty.

### Nom vernaculaire
Troides dohertyi  se nomme Talaud Black Birdwing en anglais.

## Description
Troides dohertyi  est un papillon d'une grande envergure, entre 140 mm à 160 mm, aux ailes postérieures très légèrement festonnées.
Les mâles ont les ailes noires avec des veines bordées de blanc aux ailes antérieures, surtout sur le revers.
Les femelles, plus grandes que les mâles, ont les ailes de couleur marron avec des veines bordées de blanc aux ailes antérieures, et une plage centrale jaune aux ailes postérieures.

## Écologie et répartition
Troides dohertyi  est présent en Indonésie, uniquement au Sulawesi dans les îles Talaud et les îles Sangihe,.

### Protection
Troides dohertyi  est protégé.